# 투자족

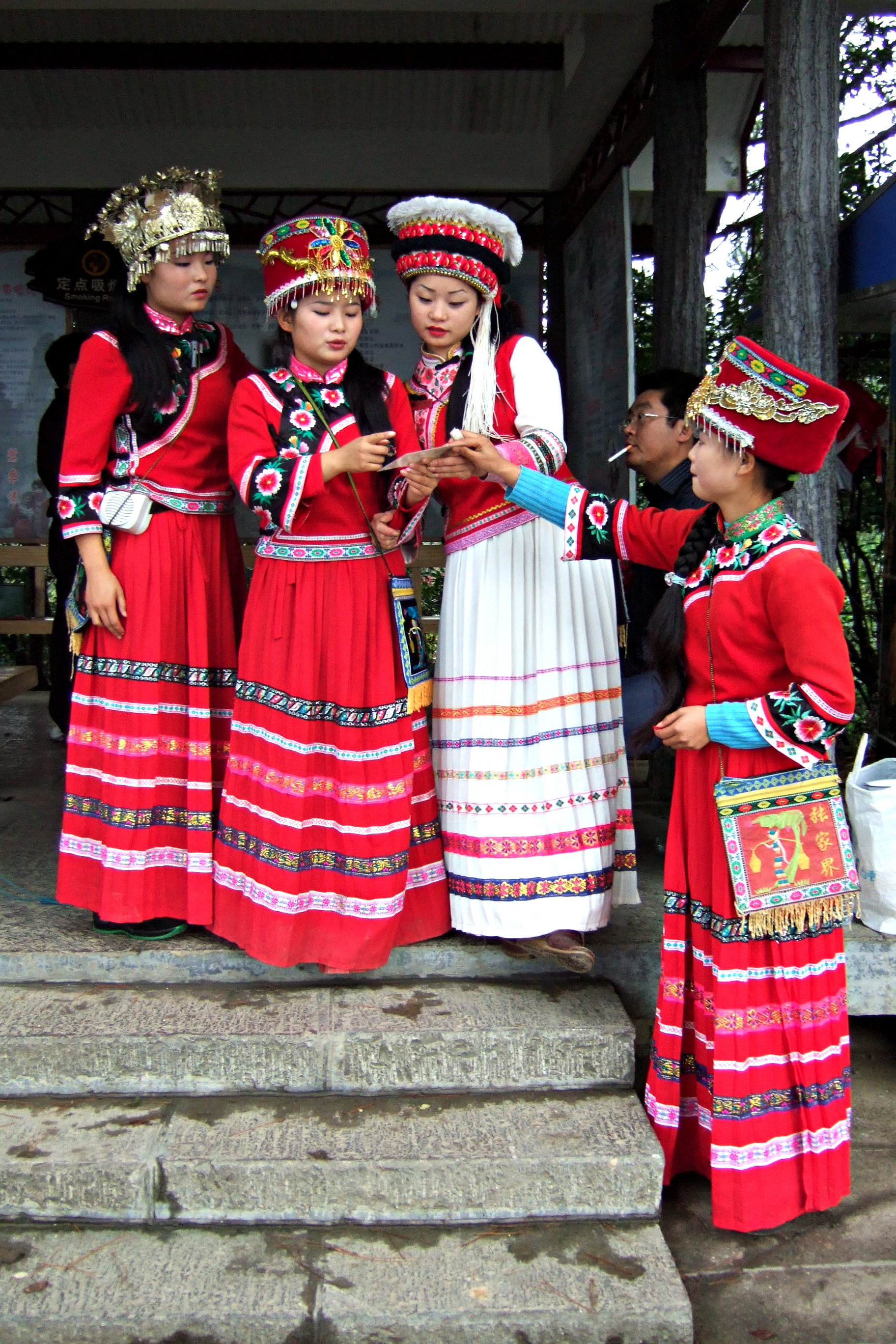

투자족(중국어: 土家族 Tǔjiāzú[*], 중국조선어: 토가족, 투쟈족)은 중국에서 전체 인구 8백만이 넘는 소수민족 중 6번째로 많은 소수민족이다. 주로 후난성, 후베이성, 구이저우성 그리고 충칭시 등에 근거지를 두고 있다.
투자어로 자기 명칭은 "토착민"을 의미하는 '비지카'이며, 중국어 명칭 '토가(투자)' 또한 "토착 주민"을 뜻하는 말이다. 이는 이주하여 들어온 한족을 가리키는 객가(客家)와 대비되는 표현이다.

## 기원
그 기원에 관해 다양한 가설이 있으나 고대 파나라(巴)의 후예라는 설이 유력하다. 파나라는 기원전 600~400년에 이들이 살던 지역에서 흥하다가 기원전 316년 진나라에 의해 멸망하였다.

## 그 외
토가족에서는 여자가 결혼할 남자를 선택하는데, 여자는 결혼하고 싶은 남자의 발을 밟는다. 이 때 남자가 결혼을 수락한다는 의미로 여자의 발을 밟는다. 하지만 결혼하기를 원치 않는다면 남자는 많은 돈을 지불해야 한다. 만약 남자가 지불할 수 없다면 오랫동안 일해야 한다. 이 프로포즈 방식은 국제사회에서 논란이 되기도 한다.

## 같이 보기
- 중국의 민족